# Île Tabón
L'Île Tabón est une île de la commune de Calbuco, dans la province de Llanquihue au Chili. Cette île de la région des Lacs fait partie de l'archipel de Calbuco qui se situe dans le Seno de Reloncaví, un  golfe marin marquant l'extrémité de la Vallée Centrale et le début de la Patagonie chilienne.
L'île Tabón est la plus au sud de l'archipel, donnant sur le golfe d'Ancud, et la plus éloignée de Puerto Montt, la capitale de la province.